# Franz Solar
Franz Solar (1882 – ?) osztrák atléta, birkózó és kötélhúzó.

## Élete
Az 1906. évi nyári olimpiai játékokon indult kötélhúzásban. Egyenes kieséses volt a verseny. Az első körben kikaptak a görögöktől, majd a bronzmérkőzésen szintén kikaptak a svédektől.
Indult még atlétika számokban. Egy dobószámban és az ötpróbában: súlylökésben, és ötpróbában. Egyikben sem nyert érmet.
Birkózásban a középsúlyban 5. lett.